# Erhu

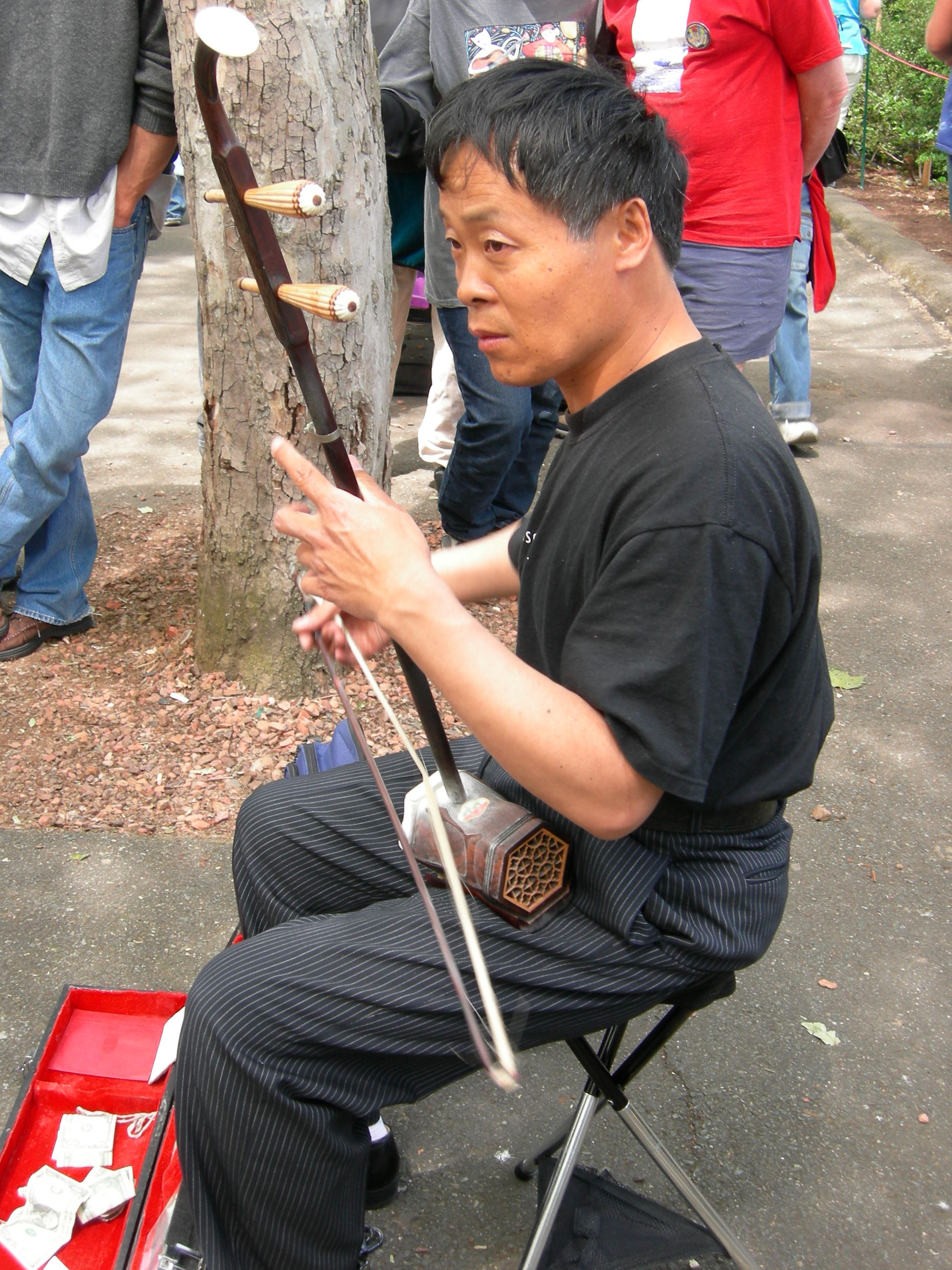
Suonatore di erhu

L'erhu (二胡S), detto anche huqin ("cordofono barbaro"), è uno strumento musicale di origine cinese, una tipologia locale di fidula munita di due corde.
Organologicamente simile al violino occidentale, anche l'erhu è suonato con un archetto, che però non può essere separato dallo strumento. Le corde generalmente vengono accordate a una distanza di una quinta: re3-la3.
Lo strumento è composto da una piccola cassa armonica di forma esagonale o anche ottagonale – più raramente tonda – su cui è tirata una pelle di serpente (secondo la tradizione, di pitone) e sulla quale è appoggiato il ponticello. Nella cassa si innesta il collo, alla cui sommità si trovano due bischeri che servono per tirare le due corde; anticamente queste ultime erano di seta, mentre oggi sono di acciaio. Morfologicamente analoghi all'erhu sono lo jinghu e il sihu, che però sono costruiti con il bambù.
L'erhu ebbe grande diffusione nel periodo Qing (1644-1911). Come altri strumenti tradizionali, anche l'erhu ha sviluppato poi nel Novecento un repertorio solista e viene impiegato spesso in composizioni di concezione occidentale. Tra i virtuosi del secolo passato, vanno menzionati: Liu Tianhua (1895-1932), che negli anni venti scrive brani solistici per erhu caratterizzati da chiare influenze della tecnica violinistica, e Abing (1893-1950; vero nome: Hua Yanjun), artista di strada cieco, autore di numerose melodie per erhu e pipa tuttora famose. 
Strumenti affini nell'area est-asiatica sono lo haegŭm coreano, il vietnamita dàn kò (detto anche dan nhi) e il cambogiano trò.

## Discografia
- YU Lingling (pipa) e GUO Gan (erhu), Yue luo, Felmay, FY 8185, 2011

俞玲玲，果敢 《月落》
- GUO Gan (erhu), Scented Maiden, Felmay, Fy 8191, 2012

果敢 《香水女孩》